# Elek Margit (sorozatgyilkos)
Elek Margit Julianna (Magyarcsanád, 1914. június 10. – Budapest, 1979. április 9.) asszonynevén Barna Mihályné, majd Varga Sándorné, a sajtóban néha Filó Margit, közszájon forgó megnevezéssel a beléndekes asszony) szegedi sorozatgyilkos. Elek a sorozatgyilkosnők úgynevezett fekete özvegy típusába tartozott, aki családtagjai és védekezésre képtelen ismerősei ellen fordult. Bűncselekmény-sorozatát az anyagi haszonszerzés motiválta.

## Élete
Elek Margit 1914. június 10-én született Magyarcsanádon a 46 éves Elek Károly cserépvető és a 35 éves Szilágyi Rozália lányaként, egy napon ikertestvérével, Elek Károly Józseffel majd évekig Makón éltek, az Attila utca 7. szám alatt. A család szegénynek számított, így Elek Margitnak már gyermekkorától dolgoznia kellett. Ikertestvére a második világháború alatt, 1944 októberében eltűnt, 1956-ban holttá nyilvánították. A fiatal nőt 1938-ban először kezelték szkizofrénia tüneteivel zárt intézetben. Később munkásként elszerződött Nagy Ferenc makói baromfitenyésztő telepére, ám összeveszett munkaadójával. Az összeveszést munkaügyi per követte, Elek Margit pedig a perben igen jelentős összeget, 14 000 forintot nyert. Ebből az összegből Szeged város Rókus városrészében megvásárolta a Hétvezér utca 38/b telken álló épületet, amelyben a későbbi gyilkosságsorozatot elkövette. Ő maga a földszinti lakást foglalta el, az épület többi részét már korábban szociálisan rászoruló személyeknek utalta ki a városi tanács. Ez Elek Margitot igen kellemetlenül érintette, hiszen szerette volna a hatóságinál magasabb piaci áron kiadni lakásait.
Fiatal korában Elek Margit elsősorban nőkkel tartott fenn szerelmi kapcsolatokat, de 1950-ben megismerkedett és 1955. januárban Szegeden házasságot kötött Barna Mihállyal, aki kéményseprő volt. Margitot 1952-ben újból zárt intézetben kezelték az orvosok, az ok ezúttal is szkizofrénia volt. A Barna házaspár jól gazdálkodott, hamarosan Debrecenben is házat vásároltak. A gazdagodás azonban nem látszott meg Elek Margiton: feladatait továbbra is kirívóan szegényes ruhában végezte és továbbra is a Hétvezér utcai földszint szoba-konyhás lakásában élt. A Barna-Elek pár nyolc éven át élt együtt, ez idő alatt Barna Mihály egészsége igen megromlott, gondoskodásra szorult. Az 1950-es évek második felében Rókusra költözött Elek gondozásra szoruló édesanyja is. A két gondoskodásra szoruló családtag mellé Elek Margit segítőt hívott: a házában lakó Biczók Lajosnét fogadta fel házi segítőnek. Barna Mihály 1958. április 21-én, 46 éves korában elhunyt, és nem sokkal később Elek Margit édesanyja is. Nem bizonyítható, hogy ők lettek volna a gyilkosságsorozat első áldozatai, ám gyors egymás utáni haláluk gyanút keltő körülmény.

## Gyilkosságok
Elek Margit még férje halálának évében új párkapcsolatot létesített: a piacon megismerkedett Varga Sándor gazdálkodóval. Varga jó minőségű házzal és saját birtokkal rendelkezett. A pár hamarosan Kiszomboron, Varga házában telepedett le. Elek Margit ámokfutásának első bizonyított áldozata a korábban a családtagok gondozását végző Biczók Lajosné volt. 1958. október 10-én Elek a betegeskedő, 72 éves Biczóknét egy pohár vízben feloldott gyógyszerrel elkábította, majd a magatehetetlenné tett asszonyt megfojtotta. A halottkémi szemle a halálesetben bűncselekményre utaló jelet tárt fel, Elek Margitot letartóztatták. A gyilkosságot azonban a rendőrök képtelenek voltak bizonyítani, így a tettest hamarosan elengedték. Biczókné ingóságokból álló vagyona az általa hátrahagyott üzenet alapján Elek Margitra maradt.
1959. november 7-én Varga Sándor és Elek Margit házasságot kötöttek Kiszomborban, Varga pedig Eleket nevezte meg kizárólagos örökösének. 1959 karácsonyán, alig két hónappal az esküvő után Elek Margit a határban gyűjtött csattanó maszlagból készített kivonatot, amelyet a férje számára főzött székelykáposztába csempészett. Varga súlyosan megbetegedett a méregtől, de túlélte, akárcsak Varga Sándor két családtagja, akik szintén ettek a karácsonyi vacsorából. Felesége nem adta fel, később ismét megkísérelt megszabadulni a férjétől, ezúttal a levest mérgezte meg. Varga 1960. január 6-án elhunyt. A már kétszeresen özvegy Elek Margit a következő időszakban értékesítette férje minden vagyonát és visszaköltözött Szeged-Rókusra.
A sorozatgyilkosság következő állomása 1963-ban érkezett el, amikor Elek Margit felajánlotta egy 74 éves, betegeskedő utcabeli ismerősének, Siegl Annának, hogy kössön vele eltartási szerződést. A szerződés megkötése után Elek már látogatást tett a sírköves mesternél és megrendelte eltartottja sírkövét. 1963. március 14-én az asszonyt a korábban már bevált gyógyszeres eljárással elkábította, majd egy párnával megfojtotta. A halottszemle ezúttal nem derített fényt a bűncselekményre. Siegl vagyona a szerződés értelmében Elekre szállt, akit ekkor már határozottan bosszantották a Hétvezér utcai házban lakó, elég bevételt nem termelő tanácsi bérlők, akiket szeretett volna minél hamarabb kapun kívül tudni, hogy lakásait albérletként, magasabb áron értékesíthesse az egyre nagyobb számban Szegedre érkező ipari munkásoknak. 1968-ra házának több lakóját sikerült is távozásra ösztökélnie, ám az akkor 76 éves idős özv. Tóthpál Mihályné mindenképpen maradni szeretett volna. Elek Margit ismét a régi módszerhez fordult: eltartásra és gondozásra szerződött az özvegyasszonnyal. Tóthpálnét a kábítás és megfojtás módszerével 1968. július 8-án gyilkolta meg. A tett elkövetése alatt azonban Elek hibázott: olyan brutálisan bántalmazta is áldozatát, hogy annak bordái eltörtek. A bántalmazás jeleit a halotti szemlét elvégző orvos is észlelte, ezért értesítette a rendőrséget.

## Felelősségre vonása
Elek Margitot letartóztatták és bíróság elé állították. A Hétvezér utca 38/a-ban lezajlott házkutatás során a nyomozók több emberi koponyát is találtak. Ekkor derült ki, hogy az asszony odaköltözése óta fosztogatta a közeli rókusi temető sírjait, ahonnan maradványokat tulajdonított el. A maradványokból „varázsszereket”, „bájitalokat” készített, amelyeket kiszemelt partnereiket elcsábítani akaró ismerőseinek adott tovább. A fekete özvegy minden bizonnyal további gyilkosságokat tervezett, lakásán több kilónyi mérgező maszlagot találtak. Siegl Anna, Varga Sándor és Barna Mihály maradványait exhumálták, Barna Mihály kivételével megállapították a mérgezés tényét. A nyomozók azt is észrevették, hogy az 1958-ban meggyilkolt Biczók Lajosné végrendelete hamisítvány, amelyet Elek Margit akkori vőlegénye, Varga Sándor vetett papírra. A bíróság előtt a sorozatgyilkos cselekményeit humanizmussal indokolta; elmondása szerint mindössze meg akarta szabadítani áldozatait a számukra már láthatóan terhes földi lét szenvedéseitől. Kijelentette, hogy a gyilkosságsorozat a Magyar Népköztársaság számára is hasznos volt, hiszen az állam semmiféle hasznot nem termelő polgárok nyugdíjterhétől szabadult meg.
A bíróság tudta, hogy Eleket korábban kétszer is elmegyógyintézetekben kezelték. Elek Margitot a bíróság szakvélemény alapján elmebetegnek nyilvánította, az asszony életének hátra lévő részét a lipótmezei  elmegyógyintézetben töltötte. A Hétvezér utca 38/b épületet később lebontották, helyén ma egy modern lakóház áll.